# インド大司教ヨハネ
インド大司教ヨハネ(いんどだいしきょうよはね)とは、1122年にローマ教皇領のヴァチカンを訪問した、インドの大司教を称する人物のことである。実際は、インドに大司教座があるはずもなく、保護を騙ろうとするものの生没年は不詳である。

## 概要

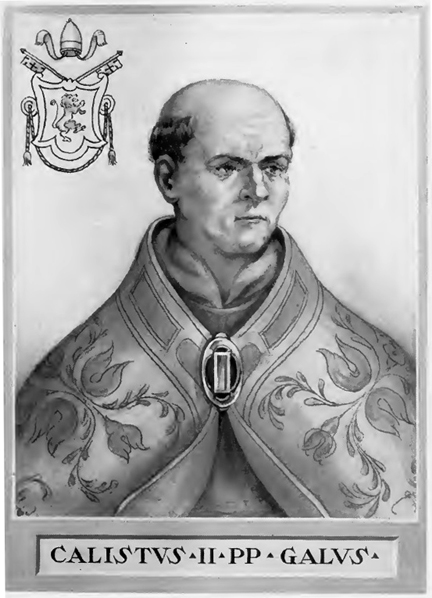
カリストゥス2世

彼は、著名な教皇・カリストゥス2世に面会、正式なインド大司教に任じられ、職権を行使できるようにすることを求めて、1122年、イタリアのローマ教皇領を訪れた。カリストゥス2世は、そのインド大司教ヨハネとの面会を承諾し、彼の話を聞いた。
インド大司教ヨハネによると、インドには、ネストリウス派キリスト教会を信仰する人々がいる。彼らは、西部のピション川のほとりにささやかにもコミュニティーをもっており、大教会やラヴラも存在する。大教会の名は、聖トマス教会であり、かつてインドの地に伝道にやって来、キリスト教を伝えたとされている人と言う。
以上の話が、インド大司教ヨハネを称する人物ののべたものの概説である。これらの記録は、フランスに根拠を持った話であるとされる。　
また、このインド大司教ヨハネの訪問した記録は、不詳であるものの、少なくとも13世紀までは確固たる史実であるとされてきた、プレスター・ジョン国王の伝説の出所とも言われている。プレスター・ジョン国王の伝説は、中央アジア、または、インドにあるとされてきたキリスト教徒の王国の伝説であり、イスラーム教徒たちを撃破した、とされており、インド大司教ヨハネの伝説とともに語られることが多かった。